# 641년

## 연호
- 당(唐) 정관(貞觀) 15년
- 신라(新羅) 인평(仁平) 8년

## 기년
- 당(唐) 태종(太宗) 15년
- 신라(新羅) 선덕여왕(善德女王) 10년
- 고구려(高句麗) 영류왕(榮留王) 24년
- 백제(百濟) 무왕(武王) 42년 / 의자왕(義慈王) 원년

## 사건
- 이슬람, 동로마 제국의 예루살렘을 점령하다.
- 요한네스 4세가 제72대 로마 교황으로 선출되다.
- 당 태종, 사부랑중(祠部郞中) 정문표(鄭文表)를 백제로 보내, 의자왕을 주국(柱國) 대방군왕(帶方郡王) 백제왕(百濟王)으로 책봉하였다.
- 음력 8월, 백제 의자왕, 사신을 보내 당나라에 입조하고  감사의 뜻을 표하고 아울러 토산물을 바쳤다.

## 사망
- 남부여(南扶余)의 30대 국왕(國王) 무왕(武王)
- 제71대 교황 세베리노
- 2월 11일 - 동로마 제국의 황제 헤라클리우스
- 5월 25일 - 동로마 제국의 황제 콘스탄티누스 3세
- 9월 - 동로마 제국의 황제 마르티나(여제)
- 9월 - 동로마 제국의 황제 헤라클로나스

## 참고 문헌
- 김부식 (1145), 《삼국사기》  〈권28 백제본기 제육(百濟本紀第六) 의자왕(위키문헌 번역본)〉  /(국사편찬위원회 > 한국사데이타베이스 번역본)